# Кокаровщина
Кокаровщина — деревня в составе Ильинского городского округа в Пермском крае.

## Географическое положение
Деревня расположена на правом берегу реки Обва в западной части округа на расстоянии примерно 5 километра по прямой на восток от деревни Посёр.

## Климат
Климат умеренно-континентальный с продолжительной холодной и снежной зимой и коротким летом. Средняя температура января −15,0 °С. Лето умеренно-теплое. Самый теплый месяц — июль. Средняя температура июля +17,7 °С. Продолжительность холодного периода составляет 5 месяцев, теплого 7 месяцев, а смена их происходит в октябре — осенью, весной в первой половине апреля. Число дней со снежным покровом по многолетним данным составляет от 171 до 176 дней. Годовая сумма осадков — 553 мм.

## История
Известна с 1700 года как деревня Кокаровцова. До 2020 входила в состав Посёрского сельского поселения Ильинского района, после упразднения которых входит непосредственно в состав Ильинского городского округа.

## Население
Постоянное население составляло 14 человек в 2002 году (100 % русские), 10 человек в 2010 году.